# Marcel Deprez
Marcel Deprez (Aillant-sur-Milleron, 12 de dezembro de 1843 — Vincennes, 13 de outubro de 1918) foi um engenheiro eletricista francês.

## Biografia
Deprez nasceu em Aillant-sur-Milleron na França rural e frequentou a École des Mines de Paris, mas não foi capaz de concluir o curso. Deve ter causado boa impressão, pois foi empregado como secretário do diretor da escola, Charles Combes.
De 1876 a 1886 Deprez realizou em Creil o primeiro experimento para transmitir energia elétrica a longas distâncias. Na Exposição Internacional de Eletricidade em Paris, em 1881, Deprez empreendeu a tarefa de apresentar um sistema de distribuição de energia elétrica baseado na transmissão de corrente contínua a longas distâncias. A primeira tentativa bem sucedida ocorreu em 1882 na transmissão de energia elétrica de Miesbach a Munique, por ocasião da Exposição de Eletricidade no Glaspalast, organizada por Oskar von Miller. Na ocasião ele transmitiu 1,5 kW a 2 kV numa distância de 35 milhas.
Deprez realizou experimentos em La Chapelle, Grenoble, Vizille, Paris e Creil. Deprez conseguiu eventualmente transmitir energia a mais de trinta a cinco milhas para propósitos industriais. Em 1889 René Thury continuou sua abordagem de montar geradores em série, desenvolvendo eventualmente sistemas comerciais fornecendo 20 MW a 125 kV em 230 km.